# If There's a Hell Below
Albums de Black Milk
No Poison No Paradise
(2013) Fever
(2018)
If There's a Hell Below est le sixième album studio de Black Milk, sorti le 28 octobre 2014.
L'album s'est classé 13e au Top Heatseekers , 25e au Top Rap Albums et 40e au Top R&B/Hip-Hop Albums.

## Liste des titres
| No  | Titre                                        | Contient un (des) sample(s) de                                                                         | Durée |
| --- | -------------------------------------------- | --- | ----- |
| 1.  | Everyday Was (featuring Mel)                 | Générique de fin de Claude Anthonioz, Gérard Bavoux, Jean Humenry et Philippe Lecante                  | 4:11  |
| 2.  | What It's Worth                              | (Don't Worry) if There's a Hell Below, We're All Going to Go de Curtis Mayfield                        | 4:48  |
| 3.  | Leave The Bones Behind (featuring Blu et AB) | Excursions With Complications de Bo Hansson                                                            | 4:25  |
| 4.  | Quarter Water (featuring Pete Rock)          | Watermelon Man d'Herbie Hancock                                                                        | 4:58  |
| 5.  | Hell Below (featuring Gene Obey)             | | 4:02  |
| 6.  | Detroit's New Dance Show                     | | 5:02  |
| 7.  | Story and Her                                | Mertensia d'Urbie Green Tenha Fé Que Amanhã Um Lindo Dia Vai Nascer de Daniel Salinas                  | 6:12  |
| 8.  | All Mighty                                   | | 5:00  |
| 9.  | Scum (featuring Random Axe)                  | Rullio d'Ugo Busoni                                                                                    | 3:56  |
| 10. | Gold Piece (featuring Bun B)                 | Lovers to Friends des Satagans                                                                         | 4:16  |
| 11. | Grey for Summer                              | Juana Azurduy de Domingo Cura                                                                          | 3:37  |
| 12. | Up & Out                                     | Thank You Fallentin Me Be Mice Elf Agin de Junior Mance Git Up, Git Out d'OutKast featuring Goodie Mob | 2:40  |